# Barbara Windsor
Barbara Windsor (rodným jménem Barbara Ann Deeks; 6. srpna 1937 – 10. prosince 2020) byla anglická herečka známá svými rolemi ve filmech Carry On a ztvárněním postavy Peggy Mitchell v seriálu BBC One EastEnders. V roce 1994 začala hrát v soapopeře EastEnders, díky čemuž v roce 1999 vyhrála British Soap Award za nejlepší herečku. Seriál opustila v roce 2016, kdy byla její postava zabita.
Windsor začala svou jevištní kariéru v roce 1950 ve věku 13 let a na stříbrném plátně debutovala jako školačka ve filmu The Belles of St. Trinian's (1954) v době, kdy studovala lodní management na Bow Technical College. Získala nominaci na cenu BAFTA za film Sparrows Can't Sing (1963) a nominaci na cenu Tony za inscenaci Oh, What A Lovely War! v roce 1964 na Broadwayi. V roce 1972 si zahrála po boku Vanessy Redgraveové v inscenaci The Threepenny Opera na West Endu.
Mezi lety 1964 a 1974 se objevila v devíti filmech Carry On, včetně Carry On Spying (1964), Carry On Doctor (1967), Carry On Camping (1969), Carry On Henry (1971) a Carry On Abroad (1972) či v kompilaci z roku 1977 That's Carry On! Spolu s Jimem Dalem byla jednou z posledních přeživších štamgastů v celé sérii. Mezi její další filmové role patřila Studie děsu (1965), Chitty Chitty Bang Bang (1968) a hlas plcha Mallymkuna v Alence v říši divů (2010) a Alence za zrcadlem (2016).
Windsor byl v roce 2016 udělen titul Dame (DBE) v rámci novoročních vyznamenání za charitativní a zábavní služby. V roce 2010 získala ocenění Freedom of the City of London.